# Fabienne Haller
Fabienne Haller (* 1994) ist eine deutsche Schauspielerin.

## Leben
Haller debütierte im Jahr 2003 als Kinderdarstellerin in dem Fernsehfilm Tierärztin Dr. Mertens, wo sie die Filmtochter ihres späteren Serienkollegen Francis Fulton-Smith spielte. Es folgte 2009 eine Hauptrolle in der Miniserie Bei uns und um die Ecke mit der die ARD den Kindern und Jugendlichen das Grundgesetz näher bringen wollte. Nach Neben- und Episodenrollen in Fernsehserien wie Notruf Hafenkante, SOKO Leipzig und In aller Freundschaft erhielt Haller 2014 die Nebenrolle der Anke Stoll in der Fernsehserie Familie Dr. Kleist.
2017 war sie in Hauptrollen in den Kurzfilmen Irgendwer und Alles Kopfsache zu sehen.
Haller studiert Medizin in Gießen.

## Filmografie
- 2003: Tierärztin Dr. Mertens (Fernsehfilm)
- 2009: Bei uns und um die Ecke (Miniserie)
- 2010: Notruf Hafenkante (Fernsehserie, Folge: Risiken und Nebenwirkungen)
- 2010: SOKO Leipzig (Fernsehserie, Folge: Luftnummer)
- 2011: In aller Freundschaft (Fernsehserie, Folge: Wo viel Licht ist...)
- 2011: Glück auf Brasilianisch (Fernsehfilm)
- 2012: Akte Ex (Fernsehserie, Folge: Die Prophezeiung)
- 2013: In Your Dreams – Sommer deines Lebens (Fernsehserie, Folge: Verkrampft)
- 2014–2020: Familie Dr. Kleist (Fernsehserie, 34 Folgen)
- 2014: Ein Fall von Liebe – Annas Baby (Fernsehfilm)
- 2016: Die Deutschen und die Polen (Dokumentation)
- 2017: Irgendwer (Kurzfilm)
- 2017: Alles Kopfsache (Kurzfilm)